# 林瑞圖
林瑞圖（1956年6月10日—），中華民國政治人物，曾任六屆台北市議員（士林區、北投區），亦曾擔任立法委員。從政初期多代表民主進步黨參選，其後多以無黨籍參政，亦是人民最大黨創黨黨員兼副主席。叔叔是林文郎。

## 生平
林瑞圖原為民進黨籍，在陳水扁擔任台北市市長任內，與陳水扁交惡。1997年，林瑞圖指控陳水扁在「塢梭案」圖利商人，且質疑台北市副市長陳師孟出國考察巨蛋被廠商招待，引起扁系告到民進黨台北市黨部，被民進黨台北市黨部以違反黨紀處分停權三年。之後林瑞圖退出民進黨。1998年，林瑞圖出面指控陳水扁到澳門嫖妓，但林瑞圖沒找到陳水扁相關的出境資料，轉而說不排除陳水扁是搭直昇機或游泳去澳門，且說如果他拿不出證據就切腹自殺，最後陳水扁提出不在場證明以示清白。
2001年7月16日，林瑞圖指控，東帝士關係企業在本年5月12日東方科學園區火災11天前投保巨額火險，此次火災是東帝士關係企業縱火詐領保險金；同日下午，東帝士關係企業召開記者會回應，早在8年前就已投保火險，在此次火災中一毛錢都沒領，一定會控告林瑞圖。
林瑞圖涉嫌超貸台北銀行5億元未還，造成3億元呆帳，2003年七月，高等法院宣判，林瑞圖被依偽造文書判5個月，聲稱決不再涉入政壇
2006年6月21日上午，林瑞圖公布文件稱，中華電視公司董事會公告華視南崁影城出售案之底價為新台幣9億1千萬元，2005年開標出售時卻不公布底價，最後以新台幣8億元成交，而且得標廠商立即向新竹國際商業銀行貸款新台幣18億元，他質疑時任華視董事長江霞暗中操盤；江霞回應，不隨林瑞圖的爆料起舞。
2011年11月26日，林瑞圖在TVBS政論節目《2100週末開講》指控，民進黨發言人梁文傑與民進黨立法委員參選人鄭文燦在2011年6月前往澳門時曾接受賭場業者陳盈助招待，並無償受贈相當澳門幣五十萬元的賭場籌碼；梁文傑與鄭文燦因此向臺北地方法院提起民事訴訟，要求林瑞圖賠償每人新臺幣二百萬元及刊登道歉啟事。2012年8月1日，臺北地方法院合議庭綜合相關人證說法，認定林瑞圖指控前已盡合理查證義務，並確有相當理由確信此說為真，可認定此說與實際情形的主要事實相符，在「能證明為真實」下可免除侵害名譽的損害賠償責任，故判決林瑞圖不必賠償及登報道歉。
2012年，名主持人于美人相中林瑞圖，以藝名「阿良偉」簽下經紀約、發行唱片；直到2012年11月18日的阿良偉發片記者會才證實阿良偉就是林瑞圖，于美人笑稱「當時看到他長相，覺得『阿娘喂』（意指『媽呀』，與『阿良偉』諧音），最後就以『阿良偉』當作藝名了」。
2014年12月23日，林瑞圖因與前立委邱毅多次在政論節目指控高雄市長陳菊胞弟陳武進是南部圍標集團首腦，二審判決邱毅有期徒刑6個月、林瑞圖有期徒刑5個月，可易科罰金，全案定讞。
2022年地方選舉，代表民進黨的台北市長候選人陳時中拜訪林瑞圖，有媒體問到眾參選人中誰的執行力最好，林瑞圖回應他還在觀察誰最有誠意要開發士林、北投，但不要「人前手牽手，人後下毒手」，林強調歷任市長中就屬柯文哲最嚴重。
2022年11月，因士林北投議員選區減少一席，林瑞圖以456票之差爆冷門落選，無緣連任。

## 評價
- 1998年，時任臺北市議員的林瑞圖質疑時任臺北市長的陳水扁到澳門嫖妓，引起陳水扁說出「他的叔叔林文郎曾經說過，他姪子林瑞圖的話能聽，屎就能吃。」此一名言[11]

## 選舉紀錄
| 年度 | 選舉屆數               | 選舉區           | 所屬政黨   | 得票數 | 得票率 | 當選標記 | 備註 |
| ---- | ---------------------- | ---------------- | ---------- | ------ | ------ | -------- | ---- |
| 1989 | 第六屆台北市議員選舉   | 臺北市第一選舉區 | 民主進步黨 | 13,738 | 4.87%  |          |      |
| 1994 | 第七屆台北市議員選舉   | 臺北市第一選舉區 | 民主進步黨 | 43,865 | 15.03% |          |      |
| 1998 | 第四屆立法委員選舉     | 臺北市第一選舉區 | 無黨籍     | 52,842 | 6.99%  |          |      |
| 2001 | 第五屆立法委員選舉     | 臺北市第一選舉區 | 無黨籍     | 23,720 | 3.83%  |          |      |
| 2006 | 第十屆台北市議員選舉   | 臺北市第一選舉區 | 無黨籍     | 16,571 | 6.22%  |          |      |
| 2010 | 第十一屆台北市議員選舉 | 臺北市第一選舉區 | 無黨籍     | 19,815 | 6.65%  |          |      |
| 2014 | 第十二屆台北市議員選舉 | 臺北市第一選舉區 | 無黨籍     | 20,065 | 6.56%  |          |      |
| 2018 | 第十三屆台北市議員選舉 | 臺北市第一選舉區 | 無黨籍     | 19,427 | 6.93%  |          |      |
| 2022 | 第十四屆台北市議員選舉 | 臺北市第一選舉區 | 無黨籍     | 13,150 | 4.78%  |          |      |

## 外部連結
- 臺北市議員林瑞圖個人網站 （页面存档备份，存于）
- 臺北市議會全球資訊網-現任議員林瑞圖簡介 （页面存档备份，存于）
- 林瑞圖議員-黑面菩薩的Facebook專頁
- 林瑞圖的Facebook專頁
- YouTube上的林瑞圖頻道